# اگدن، چشر شرقی
اگدن (به انگلیسی: Agden) یک روستا و محله مدنی در بریتانیا است که در چشر شرقی واقع شده‌است. اگدن ۱۴۶ نفر جمعیت دارد.